# Leptotyphlops nigroterminus
Leptotyphlops nigroterminus är en kräldjursart som beskrevs av  Donald G. Broadley och WALLACH 2007. Leptotyphlops nigroterminus ingår i släktet Leptotyphlops och familjen Leptotyphlopidae. Inga underarter finns listade i Catalogue of Life.